# محمد یاتارا
محمد یاتارا (انگلیسی: Mohamed Yattara؛ زادهٔ ۲۸ ژوئیهٔ ۱۹۹۳) بازیکن فوتبال اهل گینه است.
از باشگاه‌هایی که در آن بازی کرده است می‌توان به باشگاه فوتبال آنژه، باشگاه فوتبال اوسر، باشگاه فوتبال استاندارد لیژ، باشگاه فوتبال المپیک لیون، و باشگاه فوتبال تروا اشاره کرد.
وی همچنین در تیم ملی فوتبال گینه بازی کرده است.